# グレーティア (小惑星)
グレーティア (984 Gretia) は小惑星帯に位置する小惑星である。ハイデルベルクのケーニッヒシュトゥール天文台でカール・ラインムートによって発見された。
ドイツ人天文学者アルブレヒト・カールシュテット (Albrecht Kahrstedt) の義姉妹にちなんで命名された。